# Zenthe Ferenc Színház
A Zenthe Ferenc Színház Salgótarján első, önálló státuszú színháza. Névadója a város szülöttje, a Nemzet Színésze címmel kitüntetett Kossuth- és kétszeres Jászai Mari-díjas színművész. 2012-ben, a művész születése évfordulója közelében tartották a színház nyitó előadását.

## Története
A szombathelyi Weöres Sándor Színház megalakulása után már csak Nógrád megye volt fehér folt a színházi palettán. A hagyományok nem erre predesztinálták a legkisebb lélekszámú megye székhelyét. Az amatőr mozgalom évtizedek óta jelentős, figyelemre méltó volt. Már 1887-ben megalakult, az egykori Salgótarjáni Acélgyári Olvasóegylet Műkedvelő Társulata, amely főként gyári értelmiségiek és szakmunkások színjátszó csoportja volt. Megkedveltették a salgótarjániakkal a színházművészetet, 1946-tól már Petőfi Színjátszó Szakosztály néven működött az amatőr színtársulat, de professzionális színházat mégsem sikerült létrehozni a városban. Az 1966-ban átadott József Attila Művelődési Központ is befogadó színházként működött. A legjelentősebb helyi amatőr színjátszók csoportjaiból a teljesség igénye nélkül meg kell említeni a Szerdatársaságot, a Petőfi Színjátszókat, és a Vertich Színpad Stúdiót. Az utóbbi csoport gyümölcsöző kapcsolatot alakított ki, az 1988-ban alakult losonci Kármán József Színházzal. Az együttműködés eredményeképp születtek közös előadások: Disznójáték; Herner Ferike faterja; Sóska sültkrumpli; Tanulmány a nőkről; Peron; Bolond vasárnap. 2012-ben Susán Ferenc, Sándor Zoltán és az addig amatőr vonalon mozgó színjátszók a városvezetés támogatásával megalakították Salgótarján produkciós színházát, mely a salgóbányai születésű színészóriás, Zenthe Ferenc nevét vette fel. Az alapítástól a színház személyi és infrastrukturális feltételeit a megalakulástól a Simon Lajos vezette Salgótarjáni Közművelődési Nonprofit Kft. biztosította. A színház első premierje 2012. május 27-én volt. A teátrum a 2016-os Vidéki Színházak Fesztiválján műhelymunkája elismeréseként fesztiváldíjat kapott, 2018-ban a VOSZ Nógrád megyei Príma-díját vehette át. A teátrum 2018. szeptember 1-től önálló gazdálkodó szervezetként, Zenthe Ferenc Színház Nonprofit Kft. néven pályázott a kiemelt előadó-művészeti szervezet címre, amelyet elnyert. 2020. januárjától a színházat a magyar állam és az önkormányzat közösen tartja fenn. 2020 nyarától a színház saját, állandó társulattal rendelkezik.
2021-ben szervezte meg először Zenthe Nyár néven a megye és a térség legnagyobb szabadtéri színházi fesztiválját. 
2012-től a színház igazgatója Simon Lajos volt, akit 2023-ban Susán Ferenc váltott.
A színháznak a Salgótarján, Fő tér 5. szám alatti ingatlan ad otthont, irodái a Zenthe Szalonban találhatók.

## Játszóhelyei
Zenthe Ferenc Színház:
- Színházterem (562 néző befogadására alkalmas)
- Kamaraterem (128 fő befogadására alkalmas)
- Szabadtéri színpad a Fő téren (858 néző befogadására alkalmas)

## Igazgatói
- Simon Lajos (2012–2023)
- Susán Ferenc (2023–2024)[4]
- Cene Katalin (2024–)[5]

## Társulat (2025/2026)
Színészek
- Albert Péter
- Ágoston Péter
- Bozó Andrea
- Erdélyi Gábor
- Farkas Zoltán
- Gula Péter
- Gyenge Szibyl Fruzsina
- Hajdú-Sobor Csaba
- Harmath Imre
- Házi Anita
- Hege Veronika
- Juhász Jázmin
- Kántor Zoltán
- Kökényessy Ági
- Máté Krisztián
- Pásztor Máté
- Sándor Soma
- P. Kerner Edit
- Szilvási Judit
- Varga Lili

Vendégművészek
- Bacsa Ildikó
- Csabai Csongor
- Cseh Judit
- Csere Natasa
- Darvas Ferenc
- Dér Mária
- Falati Hedvig
- Hunyadi Máté
- Kis Domonkos Márk
- Kovács József
- Kovács Vanda
- Kövesi Csenge
- Madácsi István
- Mikecz Estilla
- Mohácsi Norbert
- Németh Anna
- Ozsgyáni Mihály
- Schlanger András
- Szabó P. Szilveszter
- Szarvas József
- Szemán Béla
- Tarpai Viktória
- Tűzkő Sándor
- Urbán-Szabó Fanni
- Varga Fekete Kinga

## Előadások (válogatás)
A színház nyitóelőadása 2012. május 29-én Plautus: A hetvenkedő katona című vígjátéka volt.
- Pyrgopolinices: Bolla Dániel
- Palaestrio: Erdélyi Gábor
- Acroteleutium: Falati Hedvig
- Pleusicles: Farkas Zoltán
- Milphidippa: Pünkösdi Mónika
- Philocomasium: K. Müller Zsófia
- Periplektomenus: Albert Péter
- Sceledrus: Demus Péter
- Szolga I: Kojnok Dávid
- Szolga II: Krista Zsolt
- Szolga III: Tarnóczi Jakab
- Jelmeztervező: Alapi Katalin Ildikó
- Dramaturg: Sándor Zoltán
- Rendező: Susán Ferenc

A színház archívumában látható az előadás színlapja.
További bemutatók
- Fazekas Mihály–Schwajda György: Ludas Matyi
- Fésűs Éva: A kiváncsi királykisasszony
- Schwajda György: Nincs többé iskola
- Albert Péter–Molnár Ernő: A vén diófa titka
- Albert Péter: Furfangos Péter, avagy az egér farkincája
- Schwajda György: Nincs többé iskola
- Albert Camus: Félreértés
- Müller Péter: Márta
- Molière: A képzelt beteg
- Illyés Gyula: Kegyenc
- Szigligeti Ede: Liliomfi
- Molnár Ferenc: A testőr
- T. Pataki László: Kit szerettél, Ádám?
- Tersánszky Józsi Jenő: Kakuk Marci
- Görgey Gábor: Komámasszony, hol a stukker?
- Mikszáth Kálmán: Szent Péter esernyője
- Szophoklész: Antigoné
- Tóth Ede - Örkény István: A falu rossza
- Karinthy Ferenc: Dunakanyar
- Michael Frayn: Függöny fel!, avagy Még egyszer hátulról
- Harold Pinter: Hazatérés
- Jean Cocteau: Rettenetes szülők
- Heltai Jenő: A Tündérlaki lányok
- Tracy Letts: Augusztus Oklahomában
- Valentyin Katajev: A kör négyszögesítése
- Heinrich Von Kleist: Az eltört korsó
- Peter Schaffer: Black Comedy
- Molnár Ferenc: Az ördög
- Arthur Miller: Pillantás a hídról
- Min nevet az ember? (kabaré)
- Az Orfeumtórl a Retro klubig (zenés kabaré)
- William Shakespeare: Amit akartok (Vízkereszt)

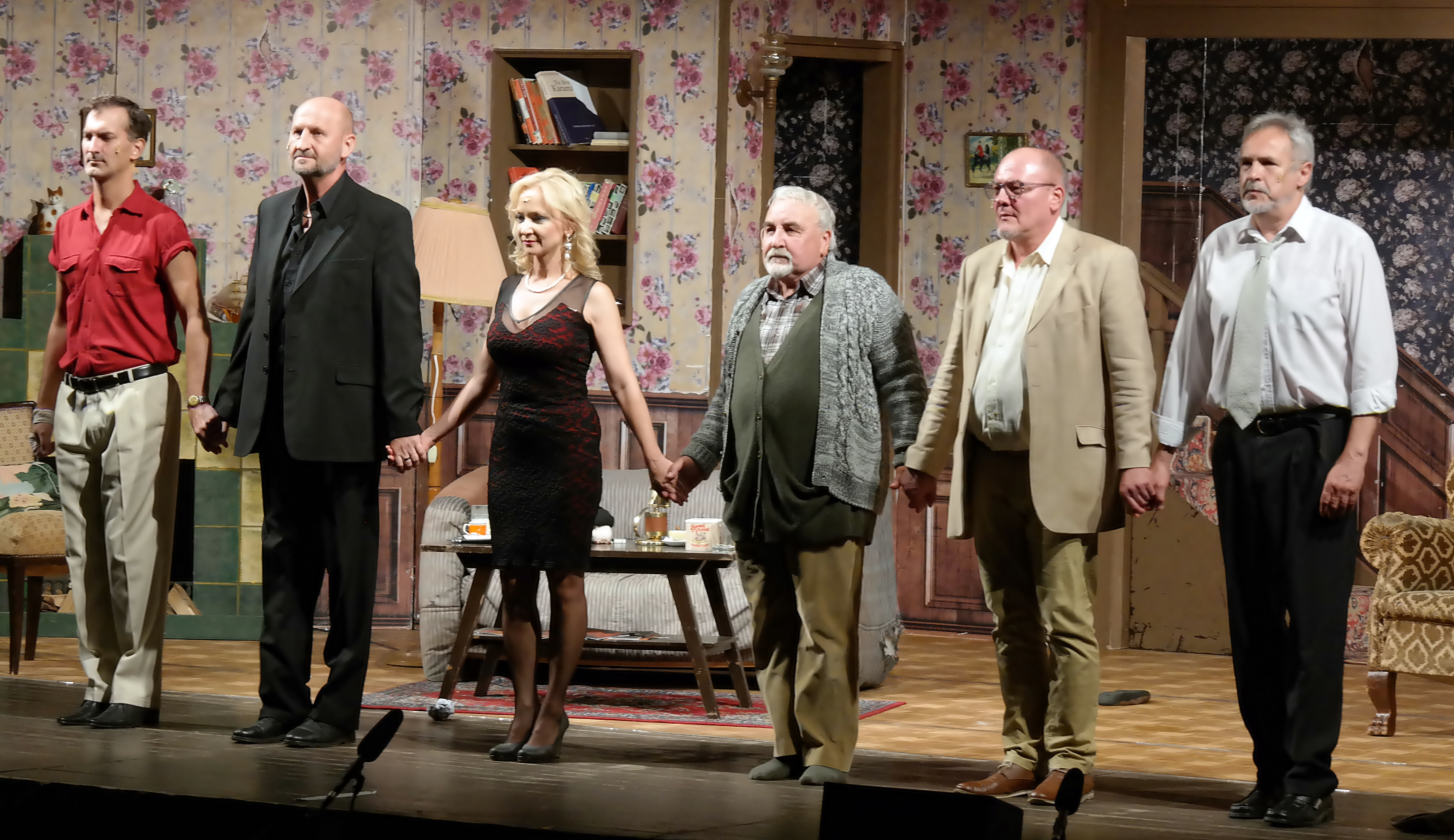
Hazatérés, tapsrend

- Raymond Queneau: Stílusgyakorlatok
- Sütő András: Advent a Hargitán